# 2112 (album)
2112 ("twenty-one twelve") četvrti je studijski album kanadskog progresivnog rock sastava Rush. Objavljen je 1. travnja 1976. i sadrži sedmodijelnu naslovnu pjesmu za koju su glazbu skladali basist Geddy Lee i gitarist Alex Lifeson, dok je tekst napisao Neil Peart; pjesma prati distopijsku priču koja se odvija 2112. godine. 2112 se katkad opisuje kao konceptualni album, iako pjesme na drugoj strani ploče nisu povezane s naslovnom pjesmom. Rush je na sličan način pristupio i šestom studijskom albumu Hemispheres.
Jedan je od dva Rusheva albuma koji je uvršten u knjigu 1001 album koji morate čuti prije nego umrete (drugi je Moving Pictures). Godine 2006. 2112 je u anketi radiostanice Planet Rock proglašen najboljim Rushevim albumom. Godine 2012. pojavio se na drugom mjestu Rolling Stoneove ljestvice "Najboljih progresivnih rock albuma svih vremena"; na ljestvici su se također pojavili i albumi Moving Pictures i Hemispheres.
Proširena inačica albuma objavljena je 2012. kao CD / DVD i CD / Blu-ray. CD sadrži cijeli remasterirani album, kao i tri dodatne koncertne skladbe snimljene na koncertu u Northlands Coliseumu 1981. DVD i Blu-ray sadrže tri različite HD-inačice albuma, kao i tekst pjesama na zaslonu, informacije o albumu i digitalni strip koji prikazuje priču naslovne pjesme.

## Pozadina
Zbog relativnog komercijalnog neuspjeha prethodnog albuma Caress of Steel Mercury Records (tadašnji izdavač skupine) zatražio je grupu da ne snimi još jedan album s "konceptualnim" pjesmama; Caress of Steel sadrži dvije dugotrajne pjesme sazdane od više dijelova: "The Necromancer" (koja traje dvanaest minuta) i "The Fountain of Lamneth" (koja traje gotovo dvadeset minuta).
Rush je izjavio da je ignorirao taj savjet i da je nastavio slijediti svoje principe: rezultat toga jest album koji mu je priskrbio prvi veliki komercijalni uspjeh i jedan je od njegovih najpoznatijih glazbenih izdanja.

## Popis pjesama
Tekstovi: Neil Peart, osim gdje je drukčije navedeno, glazba: Geddy Lee i Alex Lifeson, osim gdje je drukčije navedeno.
| 1. | »2112" - I. "Overture" – 4:31 - II. "The Temples of Syrinx" – 2:16 - III. "Discovery" – 3:25 - IV. "Presentation" – 3:41 - V. "Oracle: The Dream" – 2:00 - VI. "Soliloquy" – 2:19 - VII. "Grand Finale – 2:16« | 20:34 |

| 2. | »A Passage to Bangkok«  | 3:32 |
| 3. | »The Twilight Zone«     | 3:16 |
| 4. | »Lessons«               | 3:51 |
| 5. | »Tears«                 | 3:30 |
| 6. | »Something for Nothing« | 3:59 |

| 7. | »I. Overture« (uživo, Northlands Coliseumu, 1981.)                                                     | 4:31 |
| 8. | »II. The Temples of Syrinx« (uživo, Northlands Coliseum (Edmonton, Alberta, Kanada), 25. lipnja 1981.) | 2:19 |
| 9. | »A Passage to Bangkok« (uživo, Manchester Apollo (Manchester, Engleska), 17. lipnja 1980.)             | 3:57 |

| 1.  | »Solar Federation«                                                   | 0:18  |
| 2.  | »Overture« (izveli ju Dave Grohl, Taylor Hawkins i Nick Raskulinecz) | 4:01  |
| 3.  | »A Passage to Bangkok« (izveo ju Billy Talent)                       | 3:37  |
| 4.  | »The Twilight Zone« (izveo ju Steven Wilson)                         | 4:21  |
| 5.  | »Tears« (izveo ju Alice in Chains)                                   | 4:21  |
| 6.  | »Something for Nothing« (izveo ju Jacob Moon)                        | 3:54  |
| 7.  | »2112« (uživo, Massey Hall Outtake)                                  | 15:50 |
| 8.  | »Something for Nothing« (uživo, Massey Hall Outtake)                 | 4:08  |
| 9.  | »The Twilight Zone« (uživo, 1977., Contraband)                       | 3:28  |
| 10. | »2112 1976 Radio Ad«                                                 | 1:00  |

## Osoblje
Rush
- Geddy Lee – vokali, bas-gitara
- Alex Lifeson – električna i akustična gitara
- Neil Peart – bubnjevi, udaraljke

Dodatni glazbenik
- Hugh Syme – sintesajzer ARP Odyssey na skladbi "Overture", Mellotron na skladbi "Tears"

Ostalo osoblje
- Rush – produkcija, aranžman
- Terry Brown – produkcija, snimanje, tonska obrada, miksanje
- Brian Lee – masteriranje
- Bob Ludwig – masteriranje
- Hugh Syme – grafički dizajn
- Yosh Inouye – fotografija
- Gerard Gentil – fotografija (grupe)
- Ray Danniels – menadžment
- Vic Wilson – menadžment
- Moon Records – izvršni producent(i)